# Dark Lotus
I Dark Lotus sono un gruppo musicale hip hop statunitense originario di Detroit e attivo dal 1998.
Del gruppo fanno parte due rapper del gruppo Insane Clown Posse e due del gruppo Twiztid, oltre a Chris Rouleau, che è altrettanto attivo come solista con lo pseudonimo Blaze Ya Dead Homie.

## Formazione

### Formazione attuale
- Joseph Bruce (anche Insane Clown Posse, gruppo in cui è conosciuto come Violent J)
- Joseph Utsler (anche Insane Clown Posse, gruppo in cui è conosciuto come Shaggy 2 Dope)
- Chris Rouleau (anche noto come Blaze Ya Dead Homie)
- Jamie Spaniolo (anche Twiztid, gruppo in cui è conosciuto come Jamie Madrox)
- Paul Methric (anche Twiztid, gruppo in cui è conosciuto come Monoxide Child)

### Ex componenti
- James Lowery
- Zlatko Hukic

## Discografia
- 2001 - Tales from the Lotus Pod
- 2004 - Black Rain
- 2008 - The Opaque Brotherhood
- 2014 - The Mud, Water, Air & Blood